# کوسه چرخنده
کوسه چرخنده (نام علمی: Carcharhinus brevipinna) نام یک گونه از فراراسته کوسه است.